# Janusz Terakowski
Janusz Terakowski (wcześniej Jan Terakowski, ur. 8 czerwca 1933 w Krakowie, zm. 10 sierpnia 2002 tamże) – polski filolog, fotograf, rysownik, poeta, autor tekstów piosenek Zbigniewa Wodeckiego, założyciel i Redaktor Naczelny miesięcznika „Kalumet”, wieloletni pracownik Centrum Kultury „Dworek Białoprądnicki”.

## Życiorys
Urodził się jako Jan, syn Jadwigi i Józefa Terakowskich, prowadzących w latach trzydziestych XX wieku sklep z galanterią skórzaną przy ul. Szewskiej w Krakowie. Przyrodni brat Doroty Terakowskiej – pisarki i dziennikarki. Absolwent polonistyki na Uniwersytecie Jagiellońskim. W latach sześćdziesiątych XX wieku prowadził krakowski oddział Stowarzyszenie Ateistów i Wolnomyślicieli. Później pracował w krakowskim Muzeum Etnograficznym, a w latach 1974–1995 był zatrudniony w Centrum Kultury  „Dworek Białoprądnicki” (w latach 1974–1981 pełnił tam funkcję zastępcy dyrektora do spraw programowych). Zajmował się linorytem, techniką tą wykonywał zaproszenia dla Piwnicy Pod Baranami.
Był członkiem Polskiej Zjednoczonej Partii Robotniczej, wystąpił z niej w roku 1982, na znak protestu przeciwko wprowadzeniu stanu wojennego. W latach siedemdziesiątych współpracował ze Zbigniewem Wodeckim, dla którego napisał teksty kilkunastu piosenek, w tym tak znanych jak „Izolda” i „Zacznij od Bacha”. W roku 1993 powołał do życia miesięcznik  „Kalumet” – pierwsze w Polsce czasopismo dla palaczy i kolekcjonerów fajek, wcześniej publikowanego w formie biuletynu Pierwszej Krakowskiej Loży Fajki, której był współzałożycielem i Prezydentem. Funkcję Redaktora Naczelnego miesięcznika „Kalumet” sprawował aż do śmierci. 
Zmarł na chorobę nowotworową. Został pochowany na Cmentarzu na Salwatorze.

## Życie prywatne
Jego żoną była Maria Teresa Białas-Terakowska (1931–2023) – tkaczka, artystka. Mieli syna – Jakuba Terakowskiego – biologa, podróżnika i dziennikarza.

## Twórczość
Słowa do piosenek Zbigniewa Wodeckiego:
- „Ballada o Jasiu i Małgosi”
- „Ballada o nieznajomych”
- „Basia, Basia”
- „Byłaś dla mnie dobra”
- „Izolda”
- „Mają ludzie swoje niepokoje”
- „Okno róża i balkon”
- „Panny mego dziadka”
- „Partyjka”
- „Posłuchaj mnie spokojnie”
- „Sąsiedzi”
- „Sobą być”
- „To nie my”
- „Uroki”
- „Uśmiechy”
- „Wspomnienia tych dni”
- „Zabiorę Cię dziś na bal”
- „Zacznij od Bacha”